# Wallace (football, 1986)
Pour les articles homonymes, voir Wallace.
Wallace Fernando Pereira est un footballeur brésilien né le 29 octobre 1986 à Cerquilho. Il évolue au poste d'arrière gauche.

## Biographie
Wallace Fernando Perreira jouait au Brésil pour l'équipe de São Carlos, jusqu'à ce qu'il signe en 2005 au FC Sheriff Tiraspol. Après trois ans en Moldavie, il signe pour l'équipe norvégienne du Fredrikstad FK, où il devient connu notamment grâce à plusieurs buts marqués sur coups francs. Le 31 août 2010, il signe un contrat de 3 ans chez l'équipe belge de La Gantoise.

## Carrière
- ?-2005 :  São Carlos FC
- 2005-2008 :  FC Sheriff Tiraspol
- 2008-2010 :  Fredrikstad FK
- 2010-2013 :  KAA La Gantoise[2]

## Palmarès
- FC Sheriff Tiraspol
  - Champion de Moldavie en 2006, 2007 et 2008
  - Vainqueur de la Coupe de Moldavie en 2006 et 2008.
  - Vainqueur de la Supercoupe de Moldavie en 2007.